# Palazuelos de la Sierra
Palazuelos de la Sierra è un comune spagnolo di 81 abitanti situato nella comunità autonoma di Castiglia e León.